# حساب الكربون

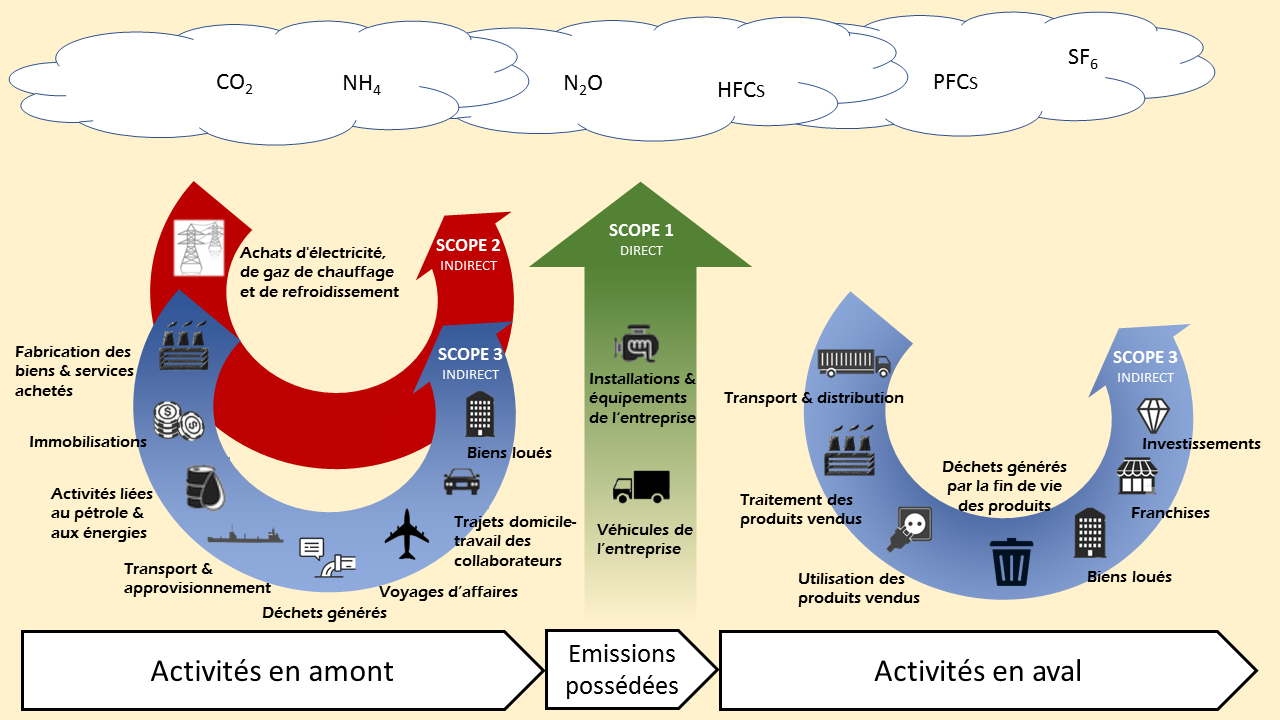

يشير مصطلح حساب الكربون بشكل عام إلى العمليات التي تُجرى «لتقدير» كميات مكافئ ثنائي أكسيد الكربون المنبعثة من مؤسسة ما. يُستخدم حساب الكربون من قِبل الدول والشركات والأفراد لإنشاء سلعة الائتمان الكربوني الأساسية المتداولة في أسواق الكربون (أو لإنشاء الطلب على الائتمانيات الكربونية). في المقابل، يمكن العثور على أمثلة لمنتجات مبنية على صيغ حساب الكربون في المخازن الطبيعية، وتقارير الشركات البيئية، وحاسبات البصمة الكربونية. على غرار قياس الاستدامة، كمثال على خطاب وسياسة التحديث البيئي، يُعقد الأمل على حساب الكربون لإعطاء أرضية فعلية «لاتخاذ القرارات المتعلقة بالكربون». وفي كل الأحوال، تتحدى دراسات حساب العلوم الاجتماعية هذا الأمل، مشيرةً إلى الخاصية المنشأة اجتماعياً لعوامل تحويل الكربون، أو لتقاليد عمل المحاسبين غير القادرة على إنجاز مخططات الحساب التجريدية، وتحويلها إلى واقع ملموس.
في حين تدّعي العلوم الطبيعية أنها تفهم وتقيس الكربون، فبالنسبة للمنظمات من الأسهل عادةً توظيف أشكال من حساب الكربون لتمثيل الكربون. يمكن الطعن بسهولة في موثوقية حسابات انبعاثات الكربون. وبناءً على ذلك، من الصعب فهم كيف يمكن لحساب الكربون أن يمثل الكربون. المفهوم المتعدد للمعرفة، حسب الباحثة في مجال العلوم التقنية دونا هاراوي، يمكن استخدامه لفهم حالة المعرفة الناتجة عن حساب الكربون بشكل أفضل؛ أنتج حساب الكربون نسخة من فهم انبعاثات الكربون. يمكن لمحاسبي كربون آخرين أن ينتجوا نتائج مختلفة.

## حساب الكربون في الشركات
يمكن استخدام حساب الكربون كجزء من حساب الاستدامة من قِبل العديد من المنظمات الربحية وغير الربحية. تعطي تقديرات انبعاثات الكربون أو غاز الدفيئة (جي إتش جي) من الشركات والمنظمات وعوداً بتحديد غازات الدفيئة المنتَجة بشكل مباشر وغير مباشر من أنشطة الشركة أو المنظمة ضمن مجموعة من الحدود. تُعرف أيضاً بالبصمة الكربونية، وهي أداة تُستخدم من قِبل الشركات لإنشاء المعلومات التي لربما (ولربما لا) تكون مفيدة لفهم وإدارة تأثيرات التغير المناخي.
تشمل دوافع الشركات لحساب الكربون تقديم تقارير إلزامية عن غازات الدفيئة في تقارير أعضاء مجلس الإدارة، والاستثمار المطلوب، وتواصل المساهمين وأصحاب المصلحة، وتعاون الموظفين، والرسائل الخضراء، ومتطلبات المناقصات لعقود العمل والحكومة. يؤطر حساب انبعاثات غازات الدفيئة بشكل متزايد كمتطلب معياري للأعمال. ابتداءً من يونيو 2011، نشرت 60% من شركات فوتسي 100 البريطانية أهدافاً بيئية، 53% منها (أكثر من 240 هدف) كانت متعلقة بالكربون وانبعاثات غازات الدفيئة أو تقليل استخدام الطاقة (تمثل 59% من شركات فوتسي 100). في يونيو 2012، أعلنت الحكومة الائتلافية في المملكة المتحدة عن تقديم تقارير إلزامية بشأن الكربون، تُطلب من حوالي 1100 من أكبر الشركات المدرجة في المملكة المتحدة للإبلاغ عن انبعاثات غازات الدفيئة منها سنوياً. أكد نائب رئيس الوزراء، نيك كلينج أن قواعد الإبلاغ عن الانبعاثات ستدخل حيز التنفيذ اعتباراً من أبريل 2013 في مقالته الخاصة لصحيفة ذا غارديان.

## مؤسسة حساب الكربون
تهدف مؤسسة حساب الكربون (إي سي إيه) أو شركة البصمة الكربونية إلى تكوين عملية سريعة وفعالة من حيث التكلفة للشركات لجمع وتلخيص والإبلاغ عن مخزونات غازات الدفيئة في المؤسسة وسلسلة المؤن (نظام في الأعمال والتمويل يتضمن انتقال المنتج من المُمون إلى المستهلك). تعمل مؤسسة حساب الكربون على تعزيز مبادئ المحاسبة المالية، مع استخدام مزيج من مدخلات ومخرجات دورة الحياة (تحليل دورة الحياة) ومنهجيات العملية حسب الملاءمة. يعد الارتقاء إلى مؤسسة حساب الكربون ضرورياً لتلبية الحاجة الملحّة إلى اتباع نهج أكثر شمولاً وقابلية للتطور في حساب الكربون. على الرغم من كونها دائرة ناشئة، فإن عدداً من الشركات الجديدة تقدم حلول مؤسسة حساب الكربون. تعد مؤسسة حساب الكربون جزءاً محورياً من مؤسسة حساب الاستدامة الأكثر شمولاً.
ينبغي على مؤسسة حساب الكربون امتلاك الخصائص التالية كي تكون ناجحة:
- شمولية: تتضمن نطاق الانبعاثات الأول والثاني والثالث
- دورية: تمكّن التحديث على فترات منتظمة ومقارنات عبر فترات تقديم التقارير
- قابلة للتدقيق: تنتج المعاملات وتمكّن المراجعات المستقلة للمطاوعة
- مرنة: تتضمن بيانات من مناهج متعددة لتحليل دورة الحياة
- مستندة على المعايير: تستوعب المعايير الحالية المقبولة عموماً والمعايير الناشئة
- قابلة للتطوير: تستوعب الحجم المتزايد وتعقيد العمليات التجارية
- فعالة: تنقل البيانات في الإطار الزمني المطلوب لصناعة القرار

تستخدم الشركات التي تدرك انخفاض الانبعاثات واستهلاك الطاقة أنظمة تتمتع بالقدرات التالية:
- بيانات طاقة تاريخية للزمن الحقيقي من السهل الوصول إليها
- الرؤية القائمة على الدور في بيانات انبعاث المصنع
- توفر مديرين تنفيذين برؤية الزمن الحقيقي في بيانات الانبعاثات
- القدرة على قياس مستويات الانبعاثات مع الأهداف ومعايير الصناعة

## تحليل دورة الحياة لمؤسسة حساب الكربون

### عملية تحليل دورة الحياة
تعتبر عملية تحليل دورة الحياة المنهج الأكثر شيوعاً، في الوقت الحالي، لإجراء تقييم دورة الحياة، وغالباً ما يُشار إليها بمنهج «ستيك-إيبا» نظراً للدور الذي لعبته جمعية علم السموم والكيمياء (ستيك) ووكالة الحماية البيئية (إيبا) في تطوير المنهج. تُدقق مدخلات ومخرجات المراحل المشتركة لحياة المنتج بالدور، وتجمع النتائج في مقياس مؤثر واحد مثل «إغناء الماء»، والسمية، وانبعاثات غازات الدفيئة. توجد ثلاث أدوات في السوق لمساعدة الباحثين بإجراء عملية تحليل دورة الحياة (مثل غاني، وإيكونيفت، وآمبرتيو). تتضمن هذه الأدوات بيانات من باحثين سابقين حول التأثير البيئي للمواد التي تُربط معاً من قِبل المستخدم لتشكيل نظام.

### مدخلات ومخرجات تحليل دورة الحياة الاقتصادية
تُستخدم مدخلات ومخرجات تحليل دورة الحياة جداول المدخلات والمخرجات والبيانات البيئية على مستوى الصناعة لبناء قاعدة بيانات للتأثيرات البيئية لكل دولار يباع بالكدّ. تُحل مشكلة الحدود لتحليل دورة الحياة في هذا المنهج لأن جدول المدخلات والمخرجات الاقتصادية تلتقط العلاقات المتبادلة لكل القطاعات الاقتصادية. ومع ذلك، تَحُد الفئات الصناعية المجمعة من نوعية الناتج. يعد تحليل المدخلات والمخرجات أداة قوية جداً للفحص المنسق لطوابع الكربون الخاصة بالشركات، ولإبلاغ حسابات انبعاثات غازات الدفيئة المبسطة في سلسلة المؤن ولتحديد الأولويات لتحليلات أكثر تفصيلاً.

### تحليل دورة الحياة المختلطة
نُوقشت العديد من طرق تقييم دورة الحياة المختلطة، والتي تهدف إلى الجمع بين الحدود النهائية لإيولكا (تقييم دورة حياة المدخلات والمخرجات الاقتصادية) مع نوعية عملية تحليل دورة الحياة.

### مؤسسة حساب الكربون
في جوهرها، تعد مؤسسة حساب الكربون في الأساس تقييم لدورة حياة مختلطة. ومع ذلك، بدلاً من النهج التصاعدي التقليدي لتقييم دورة الحياة، تربط مؤسسة حساب الكربون البيانات المالية مباشرةً لبيانات تقييم دورة الحياة للحصول على لمحة عن إنتاج الشركات. وبدلاً من التحقق في المناطق التي تعتقد أنها إشكالية، تحدد مؤسسة حساب الكربون بسرعة مناطق المشكلة في سلسلة المؤن بحيث يمكن اتخاذ إجراء سريع. يمكّن هذا التحول الأساسي في التفكير صناع القرار من تحديد المناطق المهمة بسرعة داخل المؤسسة وسلسلة المؤن.

### سلسلة المؤن الاجتماعية
حساب سلسلة المؤن الاجتماعية هو المصطلح المطبق بشكل عام على «حلول مؤسسة محاسبة الكربون» التي توفر آلية تعاونية للمشاركين في سلسلة المؤن لتشغيل وكشف وتحديد انبعاثات سلسلة المؤن خلال عملية تبادل المعرفة. صِيغ مصطلح «سلسلة المؤن الاجتماعية» من قبل الرئيس التنفيذي لشركة نورتول، مارك كيرنز لوصف منصة حيث يعرض المشاركون في سلسلة المؤن عملية تحليل دورة الحياة والانبعاثات المضمنة.

## حساب الكربون لتجنب الانبعاثات
هناك حالة خاصة لحساب الكربون، وهي عملية الحساب التي أجريت لقياس كمية مكافئات ثنائي أكسيد الكربون التي لن تُطلَق في الغلاف الجوي كنتيجة لمشاريع الآليات المرنة بموجب برتوكول كيوتو. وتتضمن هذه المشاريع (لكنها لا تقتصر على) مشاريع الطاقة المتجددة، والكتلة الحيوية، والأعلاف، وزراعة الأشجار.